# Muchotrzew trwały
Muchotrzew trwały (Spergularia media (L.) C. Presl) – gatunek rośliny z rodziny goździkowatych (Caryophyllaceae). Naturalny obszar jego zasięgu obejmuje Azję, Europę i Afrykę Północną. W Polsce uznany za wymarły.

## Morfologia

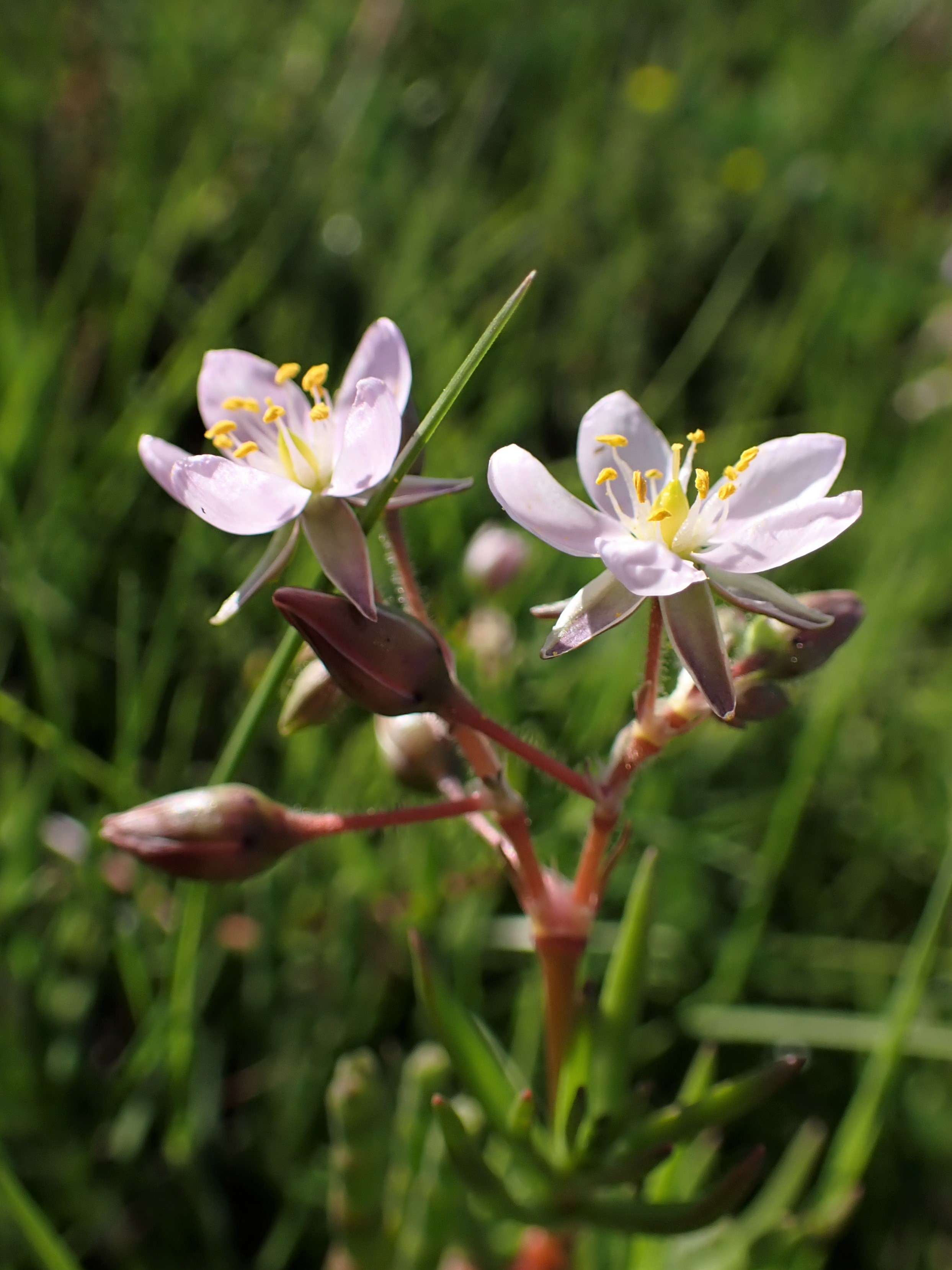
Kwiaty

KorzeńGruby, brunatny.
ŁodygaDo 30 cm wysokości.
LiścieRównowąskie, mięsiste, bez ości na końcu.
KwiatyDziałki kielicha o długości 6-7 mm. Płatki korony liliowe, dłuższe od kielicha. Pręcików 10..
OwoceTorebka 2 razy dłuższa od kielicha. Szypułka 2-3 razy dłuższa od torebki. Nasiona oskrzydlone..

## Biologia i ekologia
Bylina, halofit. Kwitnie od czerwca do września. Gatunek wyróżniający klasy Asteretea tripolium. Liczba chromosomów 2n = 18.

## Zagrożenia
Kategorie zagrożenia gatunku:
- Kategoria zagrożenia w Polsce według Czerwonej listy roślin i grzybów Polski (2006)[9]: Ex (wymarły); 2016: RE (wymarły na obszarze Polski)[10].
- Kategoria zagrożenia w Polsce według Polskiej Czerwonej Księgi Roślin (2001, 2014): EX (wymarły)[11].